# Iris Fischlmayr
Iris Christiane Fischlmayr (* 6. September 1974; † 7. Juni 2017) war eine österreichische Wirtschaftswissenschaftlerin und Hochschullehrerin. Sie war Institutsvorstand und assoziierte Professorin für Internationales Management an der Johannes Kepler Universität Linz.

## Leben
Iris Fischlmayr studierte ab 1993 Handelswissenschaften an der Johannes Kepler Universität Linz und der Universität Freiburg (Schweiz), das Studium schloss sie 1997 mit einer Diplomarbeit zum Thema Strategischer Erfolgsfaktor Kommunikationspolitik für Klein- und Mittelunternehmen der Glas- und Porzellanbranche unter besonderer Berücksichtigung des Ländervergleichs Österreich – Schweiz als Magistra ab. Anschließend war sie an der Universität Linz Assistentin am Institut für Internationales Management bei Professor Hakanson, 2001 promovierte sie mit einer Dissertation mit dem Titel In search of the best suited expatriate: an empirical study on the applicability of literature an der Universität Linz. Von 2001 bis 2005 war sie Assistentin am Institut für Organisation bei Gerhard Reber, ab 2005 war sie Assistenzprofessorin am Institut für Internationales Management bei Professor Matzler. 2009 habilitierte sie sich mit der Schrift Forms of collaboration in international management: from expatriation to virtual collaboration. 2014 übernahm sie am Department of Management and Marketing der Universität Melbourne eine Gastprofessur.
In ihrer wissenschaftlichen Tätigkeit beschäftigte sie sich unter anderem mit Auslandsentsendungen (Expatriate), mit multikulturellen virtuellen Teams, mit Rollenbildern im Berufsleben sowie der Vereinbarkeit von Beruf und Familie. Gemeinsam mit der finnischen Turku School of Economics entwickelte sie ab 2005 ein Trainingsprogramm zur Simulation eines Produktionsbetriebes.
Für ihre in der Fachzeitschrift Science publizierte wissenschaftliche Arbeit Differences Between Tight and Loose Cultures: A 33-Nation Study wurde sie 2012 gemeinsam mit Michele J. Gelfand (Universität Maryland) und Erna Szabo mit dem Gordon Allport Intergroup Relations Prize ausgezeichnet. Anfang 2017 erhielt sie gemeinsam mit Katharina Maria Puchmüller für die Arbeit Married, mom and manager – how can this be combined with an international career? den Karl-Leitl-Preis.
Iris Fischlmayr war mit Michael Tumpel verheiratet, sie starb im Juni 2017 im Alter von 42 Jahren an den Folgen einer Gehirnblutung.
2019 wird an der Universität Linz der Iris-Fischlmayr-Preis und das Iris-Fischlmayr-Stipendium verliehen.

## Publikationen (Auswahl)
- 2004: Expatriation: ein Handbuch zur Entsendung von Mitarbeitern ins Ausland, Trauner Verlag, Linz 2004, ISBN 978-3-85487-610-6
- 2012: Die professionelle Auslandsentsendung: rechtliche, personalwirtschaftliche und steuerliche Aspekte des Expat-Managements, gemeinsam mit Andrea Kopecek, Linde-Verlag, Wien 2012, ISBN 978-3-7143-0223-3